# Тассуат (Карагандинская область)
Тассуат (каз. Тассуат, ранее Индустриальный) — село в Нуринском районе Карагандинской области Казахстана. Административный центр и единственный населённый пункт Индустриального сельского округа. Код КАТО — 355251100.
Образовалось при поднятии целины. Жители были присланы со всего СССР, но в основном с Украины и Белоруссии. Село занимается выращиванием злаковых культур: пшеница, ячмень и овёс. Рядом расположены сёла Карим Мынбаев (бывшая Ивановка) в 4 км и Кертинди (бывший Казгородок) в 6 км.

## Население
В 1999 году население села составляло 1164 человека (593 мужчины и 571 женщина). По данным переписи 2009 года, в селе проживало 1032 человека (497 мужчин и 535 женщин).